# Лафамюнд
Лафамюнд (нем. Lavamünd) — ярмарочная община (нем. Marktgemeinde) в Австрии, в федеральной земле Каринтия. 
Входит в состав округа Вольфсберг. Население составляет 3314 человек (на 31 декабря 2005 года). Занимает площадь 93,78 км². Официальный код — 2 09 09.

## Политическая ситуация
Бургомистр общины — Херберт Хантингер (АНП) по результатам выборов 2003 года.
Совет представителей общины (нем. Gemeinderat) состоит из 23 мест.
Распределение мест:
- СДПА занимает 11 мест;
- АНП занимает 8 мест;
- АБА занимает 3 места;
- б/п занимает 1 место.